# M-22
М-22 је трамвај који је пројектовао Драгутин Мандл. Из ове серије су 1924. настали трамваји типа М-24. Његова је специфичност у односу на тип М-24 та да је имао мало краћи нос. Специфично је што је скелет каросерије био дрвен, док је каснији тип имао метални костур. Такође постоји разлика у међуоосовинском размаку између М-22 и М-24.